# Île Bell (Terre-Neuve-et-Labrador)
Pour les articles homonymes, voir Île Bell.
L'île Bell est une île située au large de la péninsule d'Avalon à Terre-Neuve-et-Labrador, au Canada, dans la baie de la Conception. Mesurant 9,7 kilomètres de longueur et 3,5 kilomètres de largeur, elle a une superficie de 34 kilomètres carrés. Son sous-sol est composé de grès et de schiste ordovicien à hématite rouge. Ce fut autrefois le site de grandes mines de minerai de fer.
L'île abrite trois communautés, dont la plus importante est la ville constituée en société de Wabana. Le gouvernement provincial exploite un service quotidien de traversier entre l'île et la ville de Portugal Cove–St. Philip's en utilisant les navires MV Flanders ou MV Legionnaire. Ils sont principalement utilisés par les navetteurs qui travaillent dans la région métropolitaine de Saint-Jean.

## Histoire

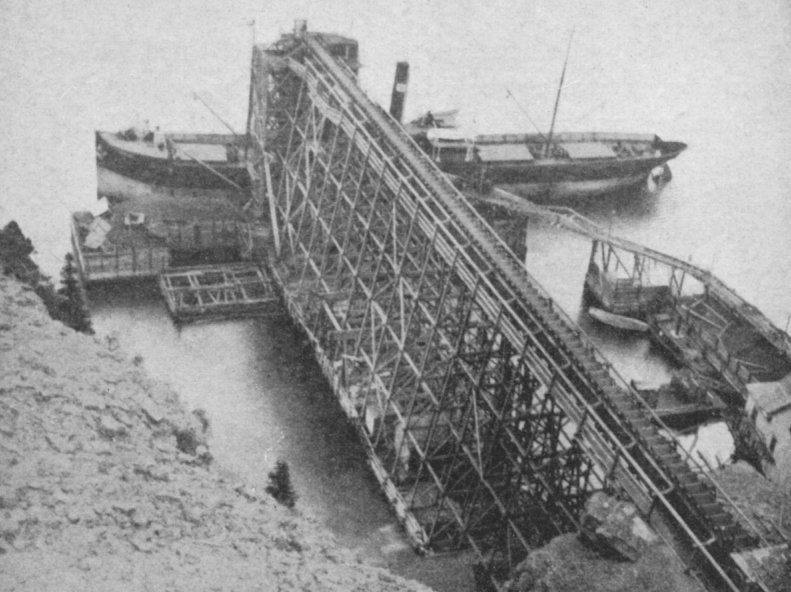
Jetée de minerai de fer de l'île Bell, vers 1900.

Les premiers habitants européens s'installent au XVIIIe siècle et vivent de culture et de pêche, l'île ayant une économie de subsistance pendant une grande partie du XIXe siècle. Le premier colon enregistré est un Anglais, Gregory Normore, en 1740.
L'économie se développe considérablement au cours des années 1890 lorsque l'extraction du minerai de fer débute près de la communauté de Wabana.
Wabana devient la plus grande communauté de l'île et la mine devient l'un des plus grands producteurs de minerai de fer du nord-est de l'Amérique du Nord. Les travaux de la mine s'étendent sous le fond marin de la baie de la Conception, créant l'une des mines de fer sous-marines les plus importantes au monde.
La plupart du minerai de l'île est expédié des installations de chargement à Sydney, en Nouvelle-Écosse, où il est fondu dans une aciérie. L'aciérie de Sydney et la mine de fer de l'île Bell appartenaient à la Dominion Steel and Coal Company (DOSCO), qui était à un moment donné l'un des plus gros employeurs privés au Canada.

### Seconde Guerre mondiale
Deux canons QF de 4,7 pouces B Mark IV ont été mis en place sur l'île Bell au début de la Seconde Guerre mondiale. Leur affûts sont encore visibles aujourd'hui.
Pendant la Seconde Guerre mondiale, des vraquiers au mouillage transportant du minerai de fer est attaqué par des sous-marins allemands lors de deux attaques les 5 septembre et 2 novembre 1942, par des U-513 et U-518,. Quatre navires ont été coulés et 70 marins ont perdu la vie :
- SS Saganaga
- SS Lord Strathcona
- SS PLM 27
- SS Rose Castle

En plus des quatre cargos, une torpille allemande errante frappe également le quai de chargement de minerai de fer DOSCO à terre. Un mémorial surplombe les eaux de Lance Cove, où les épaves reposent à quelques centaines de mètres au large. L'île Bell est l'un des rares endroits en Amérique du Nord à avoir faire l'objet d'actions ennemies directe pendant la guerre, et le seul endroit en Amérique du Nord à avoir fait l'objet d'attaques direct contre son sol par les forces allemandes pendant la Seconde Guerre mondiale.

### Fermeture de la mine de fer
Étant une exploitation souterraine, la mine de fer de l'île était extrêmement coûteuse à exploiter. Au cours des années 1950, certains des plus grands gisements de minerai de fer en surface au monde ont été découverts dans le nord-est du Québec et la partie ouest du Labrador. Après la construction du chemin de fer Québec North Shore and Labrador dans la dernière partie de la décennie, le minerai de fer de l'île est devenu non compétitif.

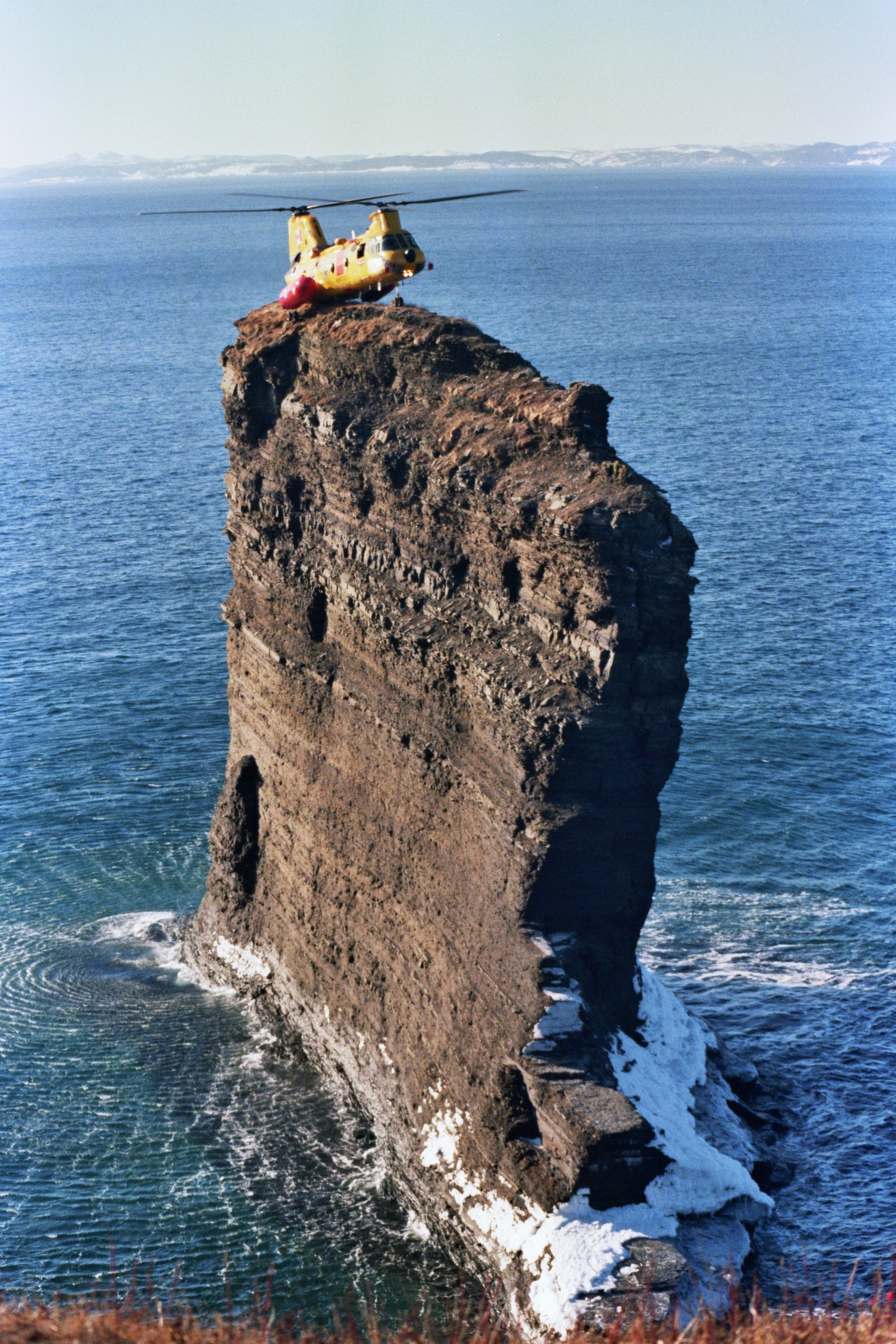
Un hélicoptère Labrador des Forces canadiennes atterrissant sur « The Clapper », un stack au large de la pointe de l'île Bell, en 1987.

Au début des années 1960, les industries de l'acier et du charbon de l'île du Cap-Breton commencent à faiblir face à la concurrence étrangère. En 1966, l'aciérie de Sydney et les mines de charbon voisines doivent fermer. Dans le même temps, l'extraction du minerai de fer à Wabana s'arrête.
L'économie basée sur les ressources de l'île Bell est durement touchée par la fermeture, ce qui entraîne une importante émigration des résidents. Certains déménagent dans le centre métropolitain en pleine croissance voisin de Saint-Jean de Terre-Neuve. Au cours des dernières décennies, un mouvement inverse se produit lorsque des logements sont construits sur l'île Bell pour accueillir les résidents qui souhaitent se rendre en ferry (20 minutes dans chaque sens) à Portugal Cove et se rendre au travail en ville.
Les eaux pittoresques et abritées de la baie connaissent également une augmentation de l'activité de navigation de plaisance à mesure que les communautés de banlieue se développent autour de Conception Bay South à proximité.
En septembre 2015, des inquiétudes sont exprimées concernant l'effondrement possible des tunnels abandonnés qui faisaient partie de la mine de l'île Bell. Un mineur à la retraite, Peter Young, déclare dans l'émission On The Go de CBC Radio que les tunnels sous les mines abandonnées, descendant jusqu'à deux kilomètres, présentent un potentiel de catastrophe à grande échelle. Il estime qu'un effondrement déclencherait un tremblement de terre local provoquant l'effet secondaire du niveau d'eau dans la baie de la Conception autour de la chute de la mine, ce qui pourrait à son tour provoquer un tsunami de l'océan environnant.

## Boom de l'île Bell
Le 2 avril 1978, une forte explosion a endommagé certaines maisons et leur câblage électrique dans les environs. Deux trous en forme de coupe d'environ deux pieds de profondeur et trois pieds de large ont marqué l'impact majeur. Un certain nombre de téléviseurs à Lance Cove, la communauté environnante, ont explosé au moment du choc. On a d'abord pensé qu'elle était causée par la foudre en boule. Les météorologues ont déclaré que les conditions atmosphériques à l'époque n'étaient pas propices à la foudre. Le bang a été entendu à 55 kilomètres à Cape Broyle. L'impact s'est produit dans la région de Bickfordville, du côté sud-ouest de l'île.
L'incident a fait l'objet d'une enquête par John Warren et Robert Freyman du laboratoire scientifique de Los Alamos, au Nouveau-Mexique. Il a été supposé qu'en raison du lieu de travail des deux hommes, ils enquêtaient sur un test d'armes secrètes et étaient des attachés militaires. Cependant, réagissant aux données reçues des satellites Vela, ils enquêtaient en fait sur un « superbolt » - un éclair inhabituellement gros, d'une durée inhabituellement longue : environ un millième de seconde.
Un documentaire diffusé sur History Channel sur les armes à impulsions électromagnétiques a enquêté sur la spéculation selon laquelle l'incident pourrait avoir été le résultat d'expériences top secrètes. Il a été postulé que les gouvernements soviétique ou américain étaient la cause de « l'attaque » et qu'elle impliquait des faisceaux de haute énergie concentrés dans l'ionosphère qui ont été attirés par le fer dans les mines abandonnées. Dans le podcast Skeptoid « The Bell Island Boom », le présentateur Brian Dunning a rejeté cette théorie, déclarant : « Bien que le fer soit magnétique et puisse être magnétisé, le minerai de fer naturel a ses molécules mélangées dans toutes les directions et a rarement un champ magnétique important, certainement pas assez fort pour détourner ou attirer un faisceau de particules ». Bien que certains aient souligné que le minerai de fer oolithique naturel de l'île Bell est magnétique en raison de sa teneur en hématite, un tel minerai ne génère pas de champ magnétique, pour les raisons évoquées par Dunning.
Le 23 avril 2019, des centaines de personnes sur l'île Bell ont entendu une « forte détonation » qui « ressemblait à une explosion » suivie de secousses ressenties jusqu'à dix milles à Harbour Grace. La cause a été presque immédiatement déterminée comme étant une énorme section de roche qui s'est détachée de la partie nord de l'île et a heurté le sol et la mer avec une force extrême. De grandes fissures, jusqu'à 45 cm de largeur ("Large cracks 18 inches thick"), avaient été observées dans la région au cours des années précédant l'effondrement et des panneaux avaient été placés pour avertir les visiteurs de rester à l'écart des éléments instables. L'incident a jeté le doute sur certaines des causes présumées du « Bell Island Boom » original.

## Expédition minière sur l'île Bell
Steve Lewis, un plongeur spéléologue expérimenté, un plongeur sur épave et membre de The Explorers Club, dirigea une équipe qui a photographié et évalué la mine de l'île Bell pour « l'état, la sécurité et la faisabilité » des recherches futures en 2006,,. Le 4 février 2007, le membre de l'expédition Joseph T. Steffen est décédé d'une embolie gazeuse lors d'une plongée dans la mine,. Le projet s'est poursuivi malgré la perte de cet explorateur et les membres de l'équipe ont réussi à poser environ deux kilomètres de ligne et à documenter de nombreux artefacts de la mine,. Leur rapport a également fourni à la Bell Island Heritage Society des informations importantes sur les artefacts laissés à la fin des opérations minières en 1966,.

## Radio de l'île Bell
Le 5 novembre 2012, CJBI-FM (Radio Bell Island) a reçu l'approbation du Conseil de la radiodiffusion et des télécommunications canadiennes pour exploiter une nouvelle station de radio FM communautaire de faible puissance sur l’île.